# Ashir
Ashir o Aixir (àrab: أشير, Axīr) és una antiga ciutat fortificada d'Àfrica del nord, a l'actual territori d'Algèria, uns 100 km al sud-sud-oest d'Alger, al Djebel Titerï.
Aquesta zona fou ocupada vers el 935 pels amazics sanhadja quan es van posar al servei del califa fatimita. Ziri ibn Manad, el cap de la principal de les tribus sanhadja, s'hi va establir, amb la missió de fer front als amazics zenata de la plana d'Orània partidaris del califa omeia de Còrdova.
El 945 Ziri va salvar al califa fatimita de ser derrotat a Mahdia pel cap rebel kharigita nukkarita conegut com l'home de l'ase (Abu-Yazid an-Nukkarí), que s'havia apoderat de Kairuan i va estar assetjant Mahdia del gener a l'octubre del 945. En agraïment el califa va autoritzar a Ziri a construir una ciutat en aquell lloc, el que li donava el prestigi d'un príncep sobirà per damunt d'un normal cap de tribu.
El 972 Ziri va morir i el va succeir el seu fill Bulugguín ibn Ziri, que vers el 972 o 973, és a dir o una mica abans o una mica després, fou nomenat governador (de fet virrei) d'Ifríqiya. Els historiadors al-Bakrí i Ibn al-Athir diuen que fou Bulugguín el que va fundar la ciutat d'Ashir, fet que el primer data el 974 i el segon el 977. La ciutat fou poblada amb elements procedents de Tobna, Msila i Hamza (moderna Bouira) i més tard de Tlemcen. S'hi va construir un palau i uns banys a més d'estacions de caravanes.
Bulugguín va passar el seu govern molt ocupat en campanyes cap a l'occident, però com a governador d'Ifríqiya la seva residència oficial des del 973 fou Kairuan (i no Mahdia), però la seva família va romandre a Ashir. Va morir el 984. En aquest moment l'emirat d'Ashir i el govern d'Ifríqiya semblava que havien d'esdevenir una sola cosa, però segurament el govern d'Ashir fou confiat pel pare a la seva mort al seu segon fill Hammad ibn Bulugguín.
El 1016 va morir el governador zírida d'Ifríqiya, al-Mansur ibn Bulugguín i el seu germà, emir d'Ashir, es va revoltar i per l'acord del 1017 amb Badis ibn al-Mansur, li fou reconegut el govern autònom de la regió.
Després fou disputada entre membres de la família dels nammadites o Banu Hammad. Yússuf ibn Hammad la va ocupar el 1048 i la va saquejar. El 1076 va passar a mans dels amazics zenata que la van conquerir després d'un setge, però els Banu Hammad la van recuperar al cap de poc temps.
El 1101 el governador almoràvit de Tlemcen, Taixufín ibn Tinamar, la va ocupar i la va devastar. Els hammadites la van reconstruir però el 1184 va caure en mans del cap dels amazics sanhadja, Ghazi, aliat dels mallorquins Banu Ghaniya. Després d'això no torna a aparèixer a la història i tanmateix no està establerta la seva exacta posició.
A la zona del Djebel Titerï hi ha tres llocs amb restes d'haver estat una ciutat musulmana:
- Manzah Bint al-Sultan (un recinte fortificat al cim d'una punta rocosa de 276 rodejada de barrancs fondos, amb un recinte central probablement un cos de guàrdia, i amb una gran cisterna) situada al nord de la cadena Kaf Lakhdar. Probablement es tractaria d'una vila fortificada anterior al segle x.
- Al sud de la cadena Kaf Lakhdar un altre recinte fortificat que sembla que es deia Yashir del nom d'una font propera (Ayn Yashir). A l'exterior, recents excavacions dirigides per Golvin han posat a la llum un castell de pedra construït amb un esquema de notable simetria i similar al palau fatimita d'al-Qàïm descobert a Mahdia. Probablement aquest és el lloc on va viure Ziri ibn Manad vers 945-972.
- Banya o Benia, a uns 2,5 km de l'anterior, separat per una vall, on queden restes d'una mesquita i altres edificacions. Probablement aquesta és la ciutat que va fundar Bulugguín vers el 974.